# Montarville (division sénatoriale canadienne)
Ne doit pas être confondu avec Montarville (conseil législatif).
Division du Sénat du Canada
Montarville est une division sénatoriale du Canada.

## Description
Son territoire correspond approximativement à la banlieue sud de Montréal, de Kahnawake jusqu'à Contrecœur.

## Liste des sénateurs
| Mandat | Mandat                                                         | Sénateur                               | Parti                             | Nommé par           |
| ------ | -------------------------------------------------------------- | -------------------------------------- | --------------------------------- | ------------------- |
|        | 23 octobre 1867 - 26 novembre 1878                             | Louis Lacoste                          | Conservateur                      | Proclamation royale |
|        | 12 février 1879 - 11 septembre 1915                            | Charles-Eugène Boucher de Boucherville | Conservateur                      | Macdonald           |
|        | 3 décembre 1915 - 17 janvier 1949                              | Charles-Philippe Beaubien              | Conservateur                      | Borden              |
|        | 25 juin 1949 - 18 septembre 1956                               | Adélard Godbout                        | Libéral                           | St-Laurent          |
|        | 3 janvier 1957 - 18 juillet 1962                               | Henri Charles Bois                     | Libéral                           | St-Laurent          |
|        | 11 juin 1963 - 10 décembre 1975                                | Louis-Philippe Gélinas                 | Libéral                           | Pearson             |
|        | 17 décembre 1976 - 26 mars 1978                                | John Ewasew                            | Libéral                           | P. Trudeau          |
|        | 26 mars 1979 - 31 janvier 1999                                 | Dalia Wood                             | Libéral                           | P. Trudeau          |
|        | 11 août 1999 - 28 janvier 2002                                 | Sheila Finestone                       | Libéral                           | Chrétien            |
|        | 26 mars 2002 - 21 mars 2011                                    | Raymond Lavigne                        | Libéral (2002-2006)               | Chrétien            |
|        | 26 mars 2002 - 21 mars 2011                                    | Raymond Lavigne                        | Indépendant (libéral) (2006-2011) | Chrétien            |
|        | 13 juin 2011 - 30 décembre 2034 (date de retraite obligatoire) | Josée Verner                           | Conservateur (2011-2017)          | Harper              |
|        | 13 juin 2011 - 30 décembre 2034 (date de retraite obligatoire) | Josée Verner                           | Non affiliée (2017)               | Harper              |
|        | 13 juin 2011 - 30 décembre 2034 (date de retraite obligatoire) | Josée Verner                           | GSI (2017-2019)                   | Harper              |
|        | 13 juin 2011 - 30 décembre 2034 (date de retraite obligatoire) | Josée Verner                           | GSC (2019- )                      | Harper              |